# Burg Bodenhausen
Die Burg Bodenhausen ist die abgegangene hochmittelalterliche Stammburg der Edelherren von Bodenhausen östlich des Ortsteils Ballenhausen der Gemeinde Friedland im niedersächsischen Landkreis Göttingen.

## Geschichte
Die Burg wurde von den seit 1109 in der historischen Überlieferung nachgewiesenen Edelherren von Bodenhausen gegründet. Die Datierung in das 12. Jahrhundert wird durch Lesefunde von Keramik auf dem Burgplatz bestätigt. Der zugehörige Ort Bodenhausen wurde schon 1365 als wüst bezeichnet, seine Kirche aber erst 1810 abgerissen. 1396 wurde die Burg in einer Fehde von der Stadt Göttingen zerstört, aber sofort wieder aufgebaut. Im Jahr 1400 begann der Erzbischof von Mainz eine Fehde mit dem Landgrafen von Hessen-Kassel und Herzog Otto II.  von Braunschweig-Göttingen. Er verbündete sich dafür u. a. mit den Herren von Bodenhausen, die ihm ihre zerstörte Stammburg als Lehen auftrugen. Der Bau erfolgte nicht auf dem alten Burgplatz, sondern an einem südlich davon gelegenen Felsen. Das Erzbistum ließ noch im selben Jahr den Wiederaufbau der zerstörten Burg beginnen. Herzog Otto und die Stadt Göttingen versuchten dies zu verhindern, doch ein erster Versuch der Zerstörung der im Bau befindlichen Burg scheiterte. Die Mainzer fuhren mit dem Wiederaufbau fort, bis eine zweite Attacke die endgültige Zerstörung der Burg brachte. 1575 versuchten die Herren von Bodenhausen erneut, die Burg mit Unterstützung des Erzbistums Mainz wieder zu errichten. Bis 1682 lief in dieser Sache noch ein Verfahren vor dem Reichskammergericht, das aber ergebnislos eingestellt wurde. 1692 wurde die Burgstelle im Grenzvertrag zwischen dem Erzbistum Mainz und dem  Fürstentum Calenberg-Göttingen dem letzteren zugesprochen.

## Beschreibung
Die auf einem Felssporn liegende Burg Bodenhausen bestand aus der Haupt- und einer südlich angrenzenden Vorburg, die durch einen in den Fels eingetieften Wassergraben von 15 m Breite getrennt sind. Das Areal der Hauptburg umfasst eine ungefähr dreieckige Fläche von maximal 33 × 18 m Größe. Sie war im Westen durch einen natürlichen Wasserlauf und im Osten durch einen wahrscheinlich ursprünglich ebenfalls wasserführenden Graben gesichert. Im Innenbereich fallen im Südosten ein größerer, wohl aufgeschütteter Hügel und im Nordteil ein kleinerer Hügel auf, die beide wahrscheinlich Standorte von Türmen waren. Unter dem südlichen Hügel verbirgt sich vermutlich ein Wohnturm, da dort nach einem Windwurf zahlreiche Kachelfragmente geborgen wurden.
Die Vorburg nimmt ein viereckiges Areal von ca. 50 × 35 m Größe ein und ist auf allen Seiten mit Gräben befestigt, deren Aushub im Osten und Westen jeweils zu einem Vorwall aufgeschüttet ist. In der Nordostecke bildete ein aufgeschütteter Damm vermutlich den Zugang. In der Nordostecke markiert ein weiterer Hügel einen möglichen Turmstandort. Im Süden wird die Burg durch einen an den Flanken einbiegenden Graben mit vorgelagertem Wall zum Sporn hin abgeriegelt.
Über das Aussehen der 1400 im Bau zerstörten Burg ist nichts bekannt, es sind auch keine Spuren mehr von ihr vorhanden.